# کاپی شابا
کاپی شابا (به پرتغالی: Capixaba, Acre) یکی از شهرستان های برزیل است که در اکری واقع شده‌است.

## خصوصیات
کاپی شابا ۱٬۷۱۳ کیلومترمربع مساحت و ۸٬۴۴۶ نفر جمعیت دارد.